# Libanons herrlandslag i fotboll
Libanons herrlandslag i fotboll representerar Libanon i fotboll på herrsidan. Förbundet bildades 1933 och blev medlem av Fifa 1935 och AFC 1964. Den första landskampen spelades den 27 april borta 1940 mot Brittiska Palestinamandatet där det blev förlust med 0-5.
Den största förlusten hittills är 0-8 mot Qatar 1985, den största segern är 13-0 mot Afghanistan i de asiatiska mästerskapen 2002. Libanon blev självständigt 1941, men förbundet hade funnits tidigare.

## VM kval
1994 års VM-turnering avgjordes i USA och det var Libanons första kval någonsin. I första omgången hamnade Libanon i kvalgrupp D, tillsammans med Sydkorea, Bahrain, Hongkong och Indien. Hälften av matcherna spelades i Beirut och hälften i Seoul. Med två bortavinster mot Hongkong (2-1) och Indien (2-1) och 2-2 hemma mot Indien, 2-2 hemma mot Hongkong, 0-0 hemma och borta mot Bahrain blev det åtta poäng. Förlusten i bortamatchen med 0-2 och förlust med 0-1 på hemmaplan, innebär en tredjeplats i gruppen och ingen plats till slutomgången vilket endast gruppsegraren fick.
Fotbolls-VM 1998 arrangerades i Frankrike. Det här året lottades laget i kvalgrupp sju tillsammans med Singapore och Kuwait. Med en bortavinst och oavgjort hemma mot Singapore och två förluster mot Kuwait, slutade laget tvåa och avancerade därmed inte vidare.
2002 års turnering hölls i Sydkorea och Japan. Denna gång hamnade Libanon i kvalgrupp fem med Sri Lanka, Thailand och Pakistan. Nästan alla hemmamatcher spelades i Beirut. Libanon besegrade samtliga lag hemma och borta, förutom en oavgjord match mot Thailand och en 1-2-förlust i returmatchen på hemmaplan. Resultaten innebar en andraplats i gruppen och återigen ingen plats till slutomgången.
Fotbolls-VM 2006 spelades i Tyskland och laget hamnade i kvalgrupp sju med Sydkorea, Maldiverna och Vietnam. Två vinster mot Maldiverna, en bortavinst mot Vietnam, en oavgjord match hemma mot Vietnam, samt två förluster mot Sydkorea kostade andraplatsen och ingen plats till slutomgången.
Fotbolls-VM 2010 spelades i Sydafrika och Libanon lyckades inte kvala till turneringen.
Fotbolls-VM 2014 kommer att hållas i Brasilien. Libanon började kvalet med att slå ut Bangladesh i det första playoff-mötet i kvalomgång 2 genom att vinna hemma i Beirut med 4-0 efter mål av Hassan Maatouk, Mahmoud el Ali, Ali al Saadi och Tarek el Ali. Men trots att Libanon förlorade bortamatchen med 2-0 så tog de sig vidare tack vare att slutresultatet skrevs till 4-2 till Libanons favör, och de tog sig vidare till 3:e kvalrundan. Där hamnade man i en svår grupp bestående av Sydkorea, Kuwait och Förenade Arabemiraten.
Man spelade först borta mot erkänt starka Sydkorea och det blev en storförlust med hela 6-0 till Sydkorea. Att Sydkorea vann så stort beror på att Libaneserna var trötta då det var den muslimska fastemånaden Ramadan och spelarna fastade, vilket ledde till spelarna hade brist på energi. 
I den andra matchen kunde man återhämta sig från nederlaget och man spelade hemma mot Förenade Arabemiraten och tog sin första seger i gruppen med 3-1 efter att ha vänt ett underläge. Målskyttarna var Mohamad Ghaddar, Akram Moghrabi och lagkaptenen Roda Antar. 
I den tredje matchen mötte man Kuwait hemma. Libanon tog ledningen i den 15:e minuten genom Hassan Maatouk men Kuwait lyckades kvittera i början av andra halvlek. Men det satte inte stopp för Libanon som fick en straff med 4 minuter kvar av ordinarie matchtid. Återigen var det Hassan Maatouk som blev målskytt. Men bara två minuter senare lyckades en libanesisk försvarare olyckligtvis styra in bollen i eget mål. Matchen slutade 2-2.
I den fjärde matchen mötte man Kuwait borta och det blev en imponerande 0-1-seger för Libanon efter ett fantastiskt fint anfallsspel, ett anfall där Libanon rullade ut Kuwaitierna genom ett skickligt kortpassningsspel innan Mahmoud el Ali avslutade anfallet med en iskall yttersida.
I den femte matchen mötte man Sydkorea. Libanon chockade Sydkorea genom att Ali al Saadi blev matchens första målskytt redan efter 5 minuter. Men Koreanerna skulle komma tillbaka och kvitterade i den 20:e minuten via en straffspark. Men Libanon skulle också få en straffspark och i den 32:a minuten slog Abbas Ali Atwi in 2-1 målet, vilket blev slutresultatet. Libanon tog en historisk seger efter en fullsatt arena med över 50 000 åskådare, trots att man saknade tongivande spelare som den viktiga och rutinerade mittbacken Youssef Mohammad bland annat Libanon gick upp i delad serieledning tillsammans med Sydkorea.
Inför omgång 5 krävdes det endast en poäng för att Libanon skulle säkra avancemang till 4:e kvalomgången. Libanon spelade borta mot Förenade Arabemiraten samtidigt som Sydkorea spelade hemma mot Kuwait. Om Sydkorea skulle ha vunnit eller spelat lika mot Kuwait skulle Libanon ha gå vidare oavsett vad matchen mot Förenade Arabemiraten slutade. Om så hade varit fallet hade det varit första gången Libanon nått kvalomgång 4. Den matchen spelades den 29 februari 2012.

## Asiatiska mästerskap
Hittills har Libanon inte lyckats kvala in till AFC Asian cup. Det år laget deltog var 2000 då Libanon arrangerade mästerskapet och direktkvalificerades. Till turneringens gruppspel lottades laget in i en grupp med Thailand, Irak och Iran. I helhet var turneringen ett misslyckande. I första matchen spelades man ut med 0-4 mot Iran. 2-2 mot Irak och 1-1 mot Thailand räckte inte. Man slutade sist i gruppen.

### Kval till Asiatiska mästerskapen
Libanon deltog för första gången i kvalspelet till AFC Asian Cup 1972. Libanon lottades till kvalgrupp 2B med Syrien och Kuwait. En vinst mot Syrien och förlust mot Kuwait spelade ingen roll, utan man gick vidare till slutsemifinalerna och finalisterna gick in i cupen. 1-4-förlusten mot Irak, och 2—0 vinsten mot Jordanien i bronsmatchen innebär en tredjeplats och ingen plats till slutspelet.
1980 års turnering avgjordes i Kuwait. Libanon hamnade i kvalgrupp ett med Bahrain, Förenade Arabemiraten och Syrien. Libanon förlorade med 0-1 mot Syrien och spelade sedan 0-0 mot Arabemiraten, och segrade mot Bahrain med 2-0. Libanons tre poäng där räckte inte - Syrien och Arabemiraten tog första- respektive andraplatsen till slutspelet med fler poäng. Det skiljde två poäng mellan gruppettan Syrien och grupptrean Libanon.
1996 års turnering anordnades i Arabemiraten. Denna gång hamnade man i kval-grupp tio tillsammans med Turkmenistan och Kuwait. Två vinster mot Turkmenistan och 0-0 borta mot Kuwait, men 3—5-förlusten mot Kuwait hemma innebär en andraplats i gruppen och ingen plats till slutspelet.
Under mästerskapet 2000 var Libanon värd och var därmed direktkvalificerade som hemmanation.
2004 års turnering hölls i Kina. Libanon placerades i kvalgrupp D med Iran, Jordanien och Nordkorea. Med en bortavinst mot Nordkorea och en oavgjord hemmamatch mot Nordkorea slutade Libanon trea i gruppen.

## Övriga turneringar
Libanon deltog 1963 i Arabiska cupen där laget gjorde en av sina bästa turneringar. 3-1 mot Jordanien, 4-2 mot Kuwait och 0-1 mot Tunisien samt 2-3 mot Syrien och Libanon, gjorde att de tog sin allra första medalj i en turnering som de slutade trea i. 1964 blev Libanon fyra efter 0-0 mot Jordanien, 1-2 mot Libyen och 0-1 mot Irak. Sedan säkrade Libanon fjärdeplatsen i turneringen efter 3-2 mot Kuwait.
Libanon deltog 1998 i de Asiatiska spelen (som sedan 2002 är endast för U-landslag). I första omgången besegrade laget Kambodja med 5-1, och det räckte för avancemang trots förlust mot Kina (1-4). Det andra gruppspelet gick sämre, då Libanon inte kunde matcha de andra lagen. 0-1 mot Qatar och Thailand gjorde att de var borta från avancemang. I sista matchen besegrades Kazakstan med 3-0, men Libanon blev sist i den gruppen.
2002 genomförde Libanon sin andra raka turnering. Libanon förlorade med 0-2 mot Iran och spelade 1-1 mot Qatar, men utklassade Afghanistan med 13-0. I gruppspelet slutade laget på fyra poäng och gick inte vidare.